# Bitwa pod Shaker Heights
Bitwa pod Shaker Heights (tytuł oryg. The Battle of Shaker Heights) – amerykański komediodramat filmowy z 2003 roku w reżyserii Eframa Potelle i Kyle’a Rankina.
Film opowiada o współczesnym młodym człowieku w okresie wojennego oblężenia. Dla Kelly’ego Ernswilera (Shia LaBeouf) życie jest wojną. W wieku 17 lat Ernswiler znalazł swoją życiową pasję, którą jest odgrywanie i odtwarzanie na nowo scen z II wojny światowej.
Film zarobił 279 282 dolarów amerykańskich w Stanach Zjednoczonych.